# Venette
Venette és un municipi francès, situat al departament de l'Oise i a la regió dels Alts de França. L'any 2007 tenia 2.701 habitants.

## Demografia

### Població
El 2007 la població de fet de Venette era de 2.701 persones. Hi havia 1.153 famílies de les quals 338 eren unipersonals (178 homes vivint sols i 160 dones vivint soles), 356 parelles sense fills, 347 parelles amb fills i 112 famílies monoparentals amb fills.
La població ha evolucionat segons el següent gràfic:
Habitants censats

### Habitatges
El 2007 hi havia 1.231 habitatges, 1.165 eren l'habitatge principal de la família, 6 eren segones residències i 60 estaven desocupats. 835 eren cases i 395 eren apartaments. Dels 1.165 habitatges principals, 686 estaven ocupats pels seus propietaris, 456 estaven llogats i ocupats pels llogaters i 23 estaven cedits a títol gratuït; 71 tenien una cambra, 107 en tenien dues, 265 en tenien tres, 324 en tenien quatre i 399 en tenien cinc o més. 802 habitatges disposaven pel capbaix d'una plaça de pàrquing. A 567 habitatges hi havia un automòbil i a 439 n'hi havia dos o més.

### Piràmide de població
La piràmide de població per edats i sexe el 2009 era:
| Homes | Edats   | Dones |
| ----- | ------- | ----- |
| 0     | 95 o +  | 0     |
| 0     | 90 a 94 | 12    |
| 4     | 85 a 89 | 12    |
| 24    | 80 a 84 | 28    |
| 36    | 75 a 79 | 32    |
| 36    | 70 a 74 | 64    |
| 52    | 65 a 69 | 56    |
| 76    | 60 a 64 | 56    |
| 88    | 55 a 59 | 80    |
| 116   | 50 a 54 | 108   |
| 84    | 45 a 49 | 104   |
| 60    | 40 a 44 | 80    |
| 104   | 35 a 39 | 84    |
| 116   | 30 a 34 | 92    |
| 132   | 25 a 29 | 128   |
| 80    | 20 a 24 | 96    |
| 108   | 15 a 19 | 40    |
| 116   | 10 a 14 | 84    |
| 60    | 5 a 9   | 52    |
| 80    | 0 a 4   | 72    |

## Economia
El 2007 la població en edat de treballar era de 1.837 persones, 1.412 eren actives i 425 eren inactives. De les 1.412 persones actives 1.277 estaven ocupades (683 homes i 594 dones) i 136 estaven aturades (61 homes i 75 dones). De les 425 persones inactives 131 estaven jubilades, 139 estaven estudiant i 155 estaven classificades com a «altres inactius».

### Ingressos
El 2009 a Venette hi havia 1.175 unitats fiscals que integraven 2.804 persones, la mediana anual d'ingressos fiscals per persona era de 19.224 €.

### Activitats econòmiques
Dels 188 establiments que hi havia el 2007, 3 eren d'empreses alimentàries, 7 d'empreses de fabricació d'altres productes industrials, 11 d'empreses de construcció, 96 d'empreses de comerç i reparació d'automòbils, 5 d'empreses de transport, 13 d'empreses d'hostatgeria i restauració, 5 d'empreses d'informació i comunicació, 3 d'empreses financeres, 8 d'empreses immobiliàries, 17 d'empreses de serveis, 10 d'entitats de l'administració pública i 10 d'empreses classificades com a «altres activitats de serveis».
Dels 31 establiments de servei als particulars que hi havia el 2009, 1 era una oficina de correu, 6 tallers de reparació d'automòbils i de material agrícola, 2 paletes, 1 guixaire pintor, 3 fusteries, 2 lampisteries, 1 electricista, 1 empresa de construcció, 3 perruqueries, 1 veterinari, 6 restaurants, 2 agències immobiliàries, 1 tintoreria i 1 saló de bellesa.
Dels 46 establiments comercials que hi havia el 2009, era un hipermercat, un supermercat, una botiga de més de 120 m², tres fleques, una peixateria, 16 botigues de roba, una botiga de roba, 3 sabateries, una sabateria, 3 botigues de mobles, 3 botigues de material esportiu, una botiga de material esportiu, 4 perfumeries, 3 joieries i 3 floristeries.
L'any 2000 a Venette hi havia vuit explotacions agrícoles.

## Equipaments sanitaris i escolars
L'únic equipament sanitari que hi havia el 2009 era una farmàcia. El 2009 hi havia una escola maternal i dues escoles elementals.

## Poblacions properes
El següent diagrama mostra les poblacions més properes.